# Трентиньян, Надин
Надин Трентиньян (фр. Nadine Trintignant, урожд. Люсьен Маркан фр. Lucienne Marquand, род. 11 ноября 1934, Ницца) — французский кинорежиссёр, сценарист, продюсер и монтажёр.
Надин Трентиньян — сестра Кристиана Маркана, была супругой Жана-Луи Трентиньяна (с 1960 по 1976 год) и матерью актрисы Мари Трентиньян, погибшей в 2003 году. С Трентиньяном у Надин ещё двое детей: Венсан и Полин (умерла в возрасте 8 месяцев в 1970 г.). Надин Трентиньян много снимала свою дочь и после её смерти выпустила мемуары «Моя дочь, Мари».

## Фильмография

### Режиссёр
- 1967 — Моя любовь, моя любовь / Mon amour, mon amour
- 1969 — Похититель преступлений / Le voleur de crimes
- 1971 — Это случается только с другими / Ca n’arrive qu’aux autres
- 1973 — Знать запрещено / Défense de savoir
- 1976 — Свадебное путешествие / Le voyage de noces
- 1978 — Госпожа следователь / Madame le juge
- 1980 — Первая поездка / Premier voyage
- 1984 — Будущее лето / L'été prochain
- 1986 — Иллюзии любви / Le tiroir secret
- 1988 — Нефритовый дом / La maison de jade
- 1991 — Против забвения / Contre l’oubli
- 1993 — Люка / Lucas
- 1994 — Юная мечтательница / Rêveuse jeunesse
- 1995 — Люмьер и компания / Lumière et compagnie
- 1995 — Беглянка / Fugueuses
- 1996 — Женский бунт / L’insoumise
- 2000 — Победа, или Боль женщины / Victoire, ou la douleur des femmes
- 2001 — Голубой остров / L'île bleue

### Сценарист
- 1967 — Моя любовь, моя любовь / Mon amour, mon amour
- 1969 — Похититель преступлений / Le voleur de crimes
- 1971 — Это случается только с другими / Ca n’arrive qu’aux autres
- 1973 — Знать запрещено / Défense de savoir
- 1976 — Свадебное путешествие / Le voyage de noces
- 1980 — Первая поездка / Premier voyage
- 1984 — Будущее лето / L'été prochain
- 1988 — Нефритовый дом / La maison de jade
- 1993 — Люка / Lucas
- 1994 — Юная мечтательница / Rêveuse jeunesse
- 1995 — Беглянка / Fugueuses
- 1996 — Женский бунт / L’insoumise
- 2000 — Победа, или Боль женщины / Victoire, ou la douleur des femmes
- 2001 — Голубой остров / L'île bleue

### Продюсер
- 1969 — Похититель преступлений / Le voleur de crimes

### Монтажёр
- 1960 — Слюнки текут / L'eau à la bouche
- 1961 — Леон Морен, священник / Léon Morin, prêtre
- 1961 — С бьющимся сердцем / Le coeur battant
- 1962 — Основные дороги / Les grands chemins
- 1963 — Маленький солдат / Le Petit Soldat
- 1964 — Зал ожидания / Les Pas perdus